# فهرست فمینیست‌های مسلمان
این فهرستی از مشارکت‌کنندگان مهم در فمینیسم اسلامی است. ممکن است شامل نویسندگان پیشین که خود را فمینیست معرفی نمی‌کردند نیز باشد، اما آگاهی فمینیستی‌ای را که با مقاومت در برابر تسلط مردانه در آثارشان بیان شده است، تقویت کرده‌اند.

## فمینیست‌های اوایل و اواسط قرن نوزدهم
فمینیست‌هایی که بین ۱۸۰۱ و ۱۸۷۴ متولد شده‌اند.
| نام             | کشور                         | زاده | درگذشته | توضیحات                       | منبع        |
| --------------- | ---------------------------- | ---- | ------- | ----------------------------- | ----------- |
| قاسم امین       | مصر                          | ۱۸۶۳ | ۱۹۰۸    | مدافع اولیه حقوق زنان         | [ ۱ ] [ ۲ ] |
| نواب فیض‌النسا   | هند بریتانیا (بنگلادش کنونی) | ۱۸۳۴ | ۱۹۰۳    | زن مدافع آموزش                | [ ۳ ]       |
| حمیده جوانشیر   | آذربایجان                    | ۱۸۷۳ | ۱۹۵۵    | فعال حقوق زنان، نیکوکار       | [ ۴ ]       |
| عایشه تیمور     | مصر                          | ۱۸۰۴ | ۱۹۰۲    | فعال اجتماعی، رمان‌نویس        | [ ۵ ]       |
| فاطمه عالیه     | ترکیه                        | ۱۸۶۲ | ۱۹۳۶    | فعال حقوق زنان، رمان‌نویس      | [ ۶ ]       |
| جمیل صدقی زهاوی | عراق                         | ۱۸۶۳ | ۱۹۳۶    | شاعر، فیلسوف اسلامی           |             |
| زینب فواز       | لبنان                        | ۱۸۶۰ | ۱۹۱۴    | نمایشنامه‌نویس، فعال حقوق زنان | [ ۷ ]       |

## فمینیست‌های اواخر قرن نوزدهم و اوایل قرن بیستم
فمینیست‌هایی که بین ۱۸۷۵ و ۱۸۳۹ متولد شده‌اند.
| نام                 | کشور         | زاده | درگذشته | توضیحات                                                                      | منبع                 |
| ------------------- | ------------ | ---- | ------- | ---------------------------------------------------------------------------- | -------------------- |
| عفت آرا             | بنگلادش      | ۱۹۳۹ | –       | نویسنده، فعال اجتماعی                                                        | [ ۸ ]                |
| مارگوت بادران       | ایالات متحده | ۱۹۳۴ | –       | تاریخ‌دان خاورمیانه و دانشمند شناخته‌شده فمینیسم اسلامی                        | [ ۹ ]                |
| اوگنی لو برون       | مصر          |      | ۱۹۰۸    |                                                                              | [ ۱۰ ]               |
| حمید دالوائی        | هند          | ۱۹۳۲ | ۱۹۷۷    | فمینیست سوسیالیستی                                                           |                      |
| طاهر حداد           | تونس         | ۱۸۹۷ | ۱۹۳۵    |                                                                              | [ ۱۱ ]               |
| زیب‌النسا حمیدالله   | هند بریتانیا | ۱۹۲۱ | ۲۰۰۰    | از پیشگامان در پاکستان                                                       | [ ۱۲ ]               |
| شمسیه فکه           | مالزی        | ۱۹۲۴ | ۲۰۰۸    | رهبر سیاسی، ملی‌گرای مالزیایی                                                 | [ ۱۳ ]               |
| حمیده حسین          | بنگلادش      | ۱۹۳۶ | -بله.   | فعال حقوق بشر، دانشگاهی                                                      | [ ۱۴ ]               |
| فاطمه احمد ابراهیم  | سودان        | ۱۹۳۳ | ۲۰۱۷    |                                                                              |                      |
| رادن اجنگ کارتینی   | اندونزی      | ۱۸۷۹ | ۱۹۰۴    | وکیل زنان بومی جاوه‌ای اندونزی، منتقد چندهمسری و عدم فرصت‌های آموزشی برای زنان | [ ۱ ]                |
| صوفیه کمال          | بنگلادش      | ۱۹۱۱ | ۱۹۹۹    | مدافع، ملی‌گرا، شاعر                                                          | [ ۱۵ ]               |
| عنبره سلام خالدی    | لبنان        | ۱۸۹۷ | ۱۹۸۶    | نویسنده                                                                      | [ ۱۶ ] [ ۱۷ ]        |
| شمس‌النهار محمود     | بنگلادش      | ۱۹۰۸ | ۱۹۶۴    | رهبر جنبش حقوق زنان در بنگال                                                 | [ ۱۸ ]               |
| ملک حفنی ناصف       | مصر          | ۱۸۸۶ | ۱۹۱۸    |                                                                              | [ ۱۹ ]               |
| نزار قبانی          | سوریه        | ۱۹۲۳ | ۱۹۹۸    | شاعر، روشن‌فکر پیشگام                                                         | [ ۲۰ ]               |
| الیفا رفعت          | مصر          | ۱۹۳۰ | ۱۹۹۶    | رمان‌نویس                                                                     | [ ۲۱ ]               |
| رقیه بیگم           | بنگلادش      | ۱۸۸۰ | ۱۹۳۲    | نویسنده، معلم                                                                | [ ۲۲ ] [ ۲۳ ] [ ۲۴ ] |
| هدا شعراوی          | مصر          | ۱۸۷۹ | ۱۹۴۷    | مؤسس؛ بنیان‌گذار اتحادیه فمینیستی مصر                                         | [ ۲۵ ]               |
| هیدایا سلطان السالم | کویت         | ۱۹۳۶ | ۲۰۰۱    | نویسنده، فعال، فعال حق رأی                                                   | [ ۲۶ ] [ ۲۷ ]        |
| راسونا سعید         | اندونزی      | ۱۹۱۰ | ۱۹۶۵    | رهبر سیاسی، ملی‌گرا                                                           | [ ۲۸ ]               |
| سیزا ناباروئی       | مصر          | ۱۸۹۷ | ۱۹۸۵    | روزنامه‌نگار                                                                  | [ ۲۹ ]               |
| سلما سبحان          | بنگلادش      | ۱۹۳۷ | ۲۰۰۳    | وکیل، دانشگاهی                                                               | [ ۳۰ ]               |
| نورخون یولداشخجایوا | ازبکستان     | ۱۹۱۳ | ۱۹۲۹    | رقصنده                                                                       | [ ۳۱ ]               |
| عصمت چغتای          | هند          | ۱۹۱۵ | ۱۹۹۱    | رمان‌نویس، کارگردان                                                           |                      |
| نظیره زین‌الدین      | لبنان        | ۱۹۰۸ | ۱۹۷۶    | نویسنده، فعال حقوق زنان                                                      | [ ۳۲ ]               |

## فمینیست‌های اواسط تا اواخر قرن بیستم و فمینیست‌های برجسته قرن بیست و یکم
متولدین ۱۹۴۰ تا کنون
| نام                  | کشور          | زاده         | درگذشته | توضیحات | منبع                        |
| -------------------- | ------------- | ------------ | ------- | --- | --------------------------- |
| سلیمه عبدالغفور      | ایالات متحده  | ۱۹۷۴         | –       | حامی سلامت جهانی | [ ۳۳ ]                      |
| ستاره اچکزی          | افغانستان     | ۱۹۵۶         | ۲۰۰۹    | فعال حقوق زنان افغانستان، عضو سابق شورای ولایتی قندهار                                                                                         | [ ۳۴ ]                      |
| جمیله افغانی         | افغانستان     | ۱۹۷۴         | –       | فعال حقوق زنان، اولین دوره «آموزش جنسیتی در افغانستان برای روحانیان» را ایجاد کرد.                                                             | [ ۳۵ ] [ ۳۶ ]               |
| مهناز افخمی          | ایران         | ۱۹۴۱         | –       | فعال حقوق زنان، وزیر مشاور سابق در امور زنان، دبیرکل سازمان زنان ایران، بنیان‌گذار و رئیس سازمان آموزش و مشارکت زنان                            | [ ۳۷ ] [ ۳۸ ] [ ۳۹ ] [ ۴۰ ] |
| هاله افشار           | بریتانیا      | ۱۹۴۴         | –       | استاد سیاست و مطالعات زنان، عضو مجلس اعیان بریتانیا، بنیانگذار و رئیس شبکه زنان مسلمان                                                         | [ ۴۱ ]                      |
| نظیر افضل            | بریتانیا      | ۱۹۶۲         | –       | دادستان عمومی و مبارز با تمرکز بر خشونت علیه زنان و جنایات ناموسی                                                                              | [ ۴۲ ]                      |
| لیلا احمد            | مصر           | ۱۹۴۰         | –       | نویسنده در مورد اسلام و فمینیسم | [ ۴۳ ]                      |
| صفیه اماجان          | افغانستان     | ۱۹۴۱         | ۲۰۰۶    | مدافع حقوق زنان افغانستان | [ ۴۴ ]                      |
| کسیا علی             | ایالات متحده  | ۱۹۷۲         |         | محقق مطالعات فقه و زنان | [ ۴۵ ]                      |
| مریم الحسن علولو     | غنا           | ۱۹۵۷         | –       | زن مبلغ اسلام | [ ۴۶ ]                      |
| امات‌العلیم السسوا    | یمن           | ۱۹۵۸         | –       | روزنامه‌نگار | [ ۴۷ ]                      |
| فادلا آمارا          | فرانسه        | ۱۹۶۴         | –       | سیاست‌مدار | [ ۴۸ ]                      |
| زینه انور            | مالزی         |              | –       | رئیس انجمن خواهران اسلام | [ ۴۹ ]                      |
| سیران آتش            | آلمان         | ۱۹۶۳         | –       | وکیل | [ ۵۰ ] [ ۵۱ ]               |
| شکریه بارکزی         | افغانستان     | ۱۹۷۰         | –       | سیاست‌مدار، روزنامه‌نگار | [ ۵۲ ]                      |
| فرزانه باری          | پاکستان       | ۱۹۵۲         | –       | فعال حقوق بشر | [ ۵۳ ] [ ۵۴ ]               |
| اسما بارلاس          | پاکستان       | ۱۹۵۰         | –       | دانشگاهس | [ ۵۵ ]                      |
| بی‌نظیر بوتو          | پاکستان       | ۱۹۵۳         | ۲۰۰۷    | نخست‌وزیر پاکستان از ۱۹۸۸ تا ۱۹۹۰ و از ۱۹۹۳ تا ۱۹۹۶                                                                                             | [ ۵۶ ]                      |
| سوزان کارلند         | استرالیا      | ۱۹۷۸         | –       | دانشگاهی | [ ۵۷ ]                      |
| کامالا چاندراکیرانا  | اندونزی       | ۱۹۶۰         | –       | فعال حقوق بشر | [ ۵۸ ]                      |
| شیرین عبادی          | ایران         | ۱۹۴۷         | –       | فعال مدنی، برنده جایزه صلح نوبل به‌دلیل تلاش‌هایش برای حقوق زنان و کودکان                                                                        | [ ۵۹ ]                      |
| سینب المسرار         | آلمان         | ۱۹۸۱         | –       | نویسنده و سردبیر مجله مراکشی-آلمانی | [ ۶۰ ]                      |
| منا الطحاوی          | مصر           | ۱۹۶۷         | –       | روزنامه‌نگار | [ ۶۱ ]                      |
| فرید ایساک           | آفریقای جنوبی | ۱۹۵۹         | –       | محقق مسلمان، عضو هیئت برابری جنسیتی |                             |
| زهرا اشراقی          | ایران         | ۱۹۶۴         | –       | فعال مدنی، مقام سابق دولتی | [ ۶۲ ] [ ۶۳ ]               |
| سمیه نامن جسوس       | مراکش         |              | –       | جامعه‌شناس، فعال حقوق زنان | [ ۶۴ ]                      |
| فاطمه حقیقت‌جو        | ایران         | ۱۹۶۸         | –       | سیاستمدار اصلاح‌طلب، در پیشنهاد لایحه الحاق به کنوانسیون رفع همه اشکال تبعیض علیه زنان مشارکت کرد.                                              | [ ۶۵ ] [ ۶۶ ]               |
| محمد شفیق همدم       | افغانستان     | ۱۹۸۱         | –       | رئیس شبکه مبارزه با فساد افغانستان (AACN) |                             |
| سهیر حماد            | اردن          | ۱۹۷۳         | –       | شاعر، فعال سیاسی |                             |
| رفعت حسن             | پاکستان       | ۱۹۴۳         | –       | متکلم، محقق قرآن | [ ۶۷ ]                      |
| حصه هلال             | عربستان سعودی |              | –       | شاعر | [ ۶۸ ]                      |
| لبنا الحسین          | سودان         |              | –       | روزنامه‌نگار، فعال حقوق بشر | [ ۶۹ ]                      |
| سمیرا ابراهیم        | مصر           | ۱۹۸۷         | –       | فعال مدنی | [ ۷۰ ]                      |
| رمزیه الایریانی      | یمن           | ۱۹۵۴         | –       | رمان‌نویس، دیپلمات | [ ۷۱ ] [ ۷۲ ]               |
| نعیم جناح            | آفریقای جنوبی | ۱۹۶۵         | –       | دانشگاهی | [ ۷۳ ]                      |
| مهجه کهف             | سوریه         | ۱۹۶۷         | –       | |                             |
| مینا کشورکمال        | افغانستان     | ۱۹۵۶         | ۱۹۸۷    | فعال حقوق زنان، بنیان‌گذار انجمن انقلابی زنان افغانستان                                                                                         | [ ۷۴ ] [ ۷۵ ] [ ۷۶ ] [ ۷۷ ] |
| سلطانه کمال          | بنگلادش       | ۱۹۵۰         | –       | فعال مدنی | [ ۷۸ ] [ ۷۹ ]               |
| صادق خان             | بریتانیا      | ۱۹۷۰         | –       | شهردار لندن از سال ۲۰۱۶ | [ ۸۰ ]                      |
| نوشین احمدی خراسانی  | ایران         | ۱۳۴۸         | –       | از بنیان‌گذاران مرکز فرهنگی زنان، از فعالان جنبش زنان در ایران                                                                                  | [ ۸۱ ] [ ۸۲ ]               |
| فوزیه کوفی           | افغانستان     | ۱۹۷۵ یا ۱۹۷۶ | –       | سیاست‌مدار، فعال حقوق زنان | [ ۸۳ ]                      |
| الهه کولایی          | ایران         | ۱۹۵۶         | –       | سیاست‌مدار، عضو شورای هماهنگی مجمع زنان اصلاح‌طلب                                                                                                |                             |
| کونجا کوریش          | ترکیه         | ۱۹۶۱         | ۱۹۹۹    | نویسنده | [ ۸۴ ]                      |
| اسما لامبرت          | مراکش         |              |         | | [ ۸۵ ]                      |
| مختار مای            | پاکستان       | ۱۹۷۲         | –       | مدافع حقوق زنان | [ ۸۶ ]                      |
| ارشاد منجی           | کانادا        | ۱۹۶۸         | –       | نویسنده و فعال مدنی | [ ۸۷ ]                      |
| فریده ماشینی         | ایران         |              | ۲۰۱۲    | فعال حقوق زنان | [ ۸۸ ]                      |
| فاطمه مرنیسی         | مراکش         | ۱۹۴۰         | ۲۰۱۵    | نویسنده و جامعه‌شناس فمینیست | [ ۸۹ ]                      |
| زیبا میرحسینی        | ایران         | ۱۹۵۲         | –       | دانشگاهی حقوق اسلامی و جنسیت | [ ۹۰ ] [ ۹۱ ]               |
| فخرالسادات محتشمی‌پور | ایران         |              | –       | فعال اصلاح‌طلب، مسئول امور زنان وزارت کشور | [ ۹۲ ]                      |
| الهام موسعید         | فرانسه        | ۱۹۸۹         | –       | سیاست‌مدار | [ ۹۳ ] [ ۹۴ ]               |
| شیرین نشاط           | ایران         | ۱۹۷۵         | –       | هنرمند تجسمی | [ ۹۵ ] [ ۹۶ ]               |
| عصرا نعمانی          | هندوستان      | ۱۹۶۵         | –       | | [ ۹۷ ]                      |
| نور الحسین           | اردن          | ۱۹۵۱         | –       | همسر ملکه اردن |                             |
| ایاز لطیف پالیجو     | پاکستان       | ۱۹۶۸         | –       | سیاست‌مدار |                             |
| زهرا رهنورد          | ایران         | ۱۹۴۵         | –       | استاد دانشگاه و سیاست‌مدار ایرانی | [ ۹۸ ]                      |
| رانیا عبدالله        | اردن          | ۱۹۷۰         | –       | همسر ملکه اردن |                             |
| راحیل رضا            | پاکستان       | ۱۹۴۹         | –       | روزنامه‌نگار، فعال مدنی | [ ۹۹ ] [ ۱۰۰ ]              |
| نیلوفر سخی           | افغانستان     | –            | –       | فعال حقوق بشر | [ ۱۰۱ ]                     |
| زینب سلبی            | عراق          | ۱۹۶۹         | –       | نویسنده و فعال حقوق زنان اهل عراق | [ ۱۰۲ ] [ ۱۰۳ ]             |
| لیندا صرصور          | ایالات متحده  | ۱۹۸۰         | –       | فعال سیاسی | [ ۱۰۴ ]                     |
| مرجان ساتراپی        | فرانسه، ایران | ۱۹۶۹         | –       | نویسنده، کارگردان و فعال حقوق بشر ایرانی | [ ۱۰۵ ]                     |
| شمیمه شیخ            | آفریقای جنوبی | ۱۹۶۰         | ۱۹۹۸    | فعال مدنی آفریقای جنوبی، عضو جنبش جوانان مسلمان آفریقای جنوبی، طرف‌دار برابری جنسیتی اسلامی                                                     | [ ۱۰۶ ]                     |
| شهلا شرکت            | ایران         | ۱۹۵۶         | –       | روزنامه‌نگار |                             |
| نسرین ستوده          | ایران         | ۱۹۶۳         | –       | وکیل حقوق بشر | [ ۱۰۷ ]                     |
| هدایت شفکاتلی توکسال | ترکیه         | ۱۹۶۳         |         | فعال حقوق بشر | [ ۱۰۸ ]                     |
| زیله هما عثمان       | پاکستان       | ۱۹۷۱         | ۲۰۰۷    | سیاست‌مدار، فعال حقوق زنان | [ ۱۰۹ ]                     |
| آمنه ودود            | ایالات متحده  | ۱۹۵۲         |         | قرآن‌پژوه، اصلاح‌گرای اسلامی و فمینیست اسلامی | [ ۱۱۰ ]                     |
| راما یاد             | فرانسه        | ۱۹۷۶         |         | سیاست‌مدار، نویسنده | [ ۱۱۱ ]                     |
| نادیا یاسین          | مراکش         | ۱۹۵۸         |         | رئیس شاخه زنان جنبش اسلام‌گرای مراکشی العدل و الاحسانه                                                                                          | [ ۱۱۲ ]                     |
| ملاله یوسف‌زی         | پاکستان       | ۱۹۹۷         | –       | فعال پاکستانی برای آموزش زنان | [ ۱۱۳ ]                     |
| بیلکیسو یوسف         | نیجریه        | ۱۹۵۲         | ۲۰۱۵    | روزنامه‌نگار، مشاور سازمان‌های غیردولتی | [ ۱۱۴ ]                     |
| کادرا یوسف           | نروژ          | ۱۹۸۰         |         | فعال مدنی | [ ۱۱۵ ]                     |
| سیتی مولیا           | اندونزی       | ۱۹۶۰         |         | فعال حقوق بشر، محقق اسلامی، متکلم، طرفدار برابری جنسیتی اسلامی و LGBTIQ، فعال بین ادیان، یکی از بنیان‌گذاران و رهبران کنفرانس دین و صلح اندونزی | [ ۱۱۶ ]                     |
| منال شریف            | عربستان سعودی | ۱۹۷۹         |         | فعال حقوق زنان | [ ۱۱۷ ]                     |
| سمر بدوی             | عربستان سعودی | ۱۹۸۱         |         | فعال حقوق زنان | [ ۱۱۸ ]                     |
| نسیمه الصداح         | عربستان سعودی | ۱۹۷۴         |         | فعال حقوق زنان | [ ۱۱۸ ]                     |
| ریتا پوسپا زکریا     | اندونزی       | ۱۹۶۷         |         | فعال حقوق زنان و مدافع سلامت | [ ۱۱۹ ]                     |

## جنبش‌های فمینیستی مسلمان
- گروانی
- موسوعه[۱۲۰][۱۲۱]
- خواهرخواندگی[۱۲۲]
- خواهران در اسلام[۱۲۳]
- صدای زنان لیبی[۱۲۴]
- ابتکار اسلامی زنان در معنویت و برابری[۱۲۵][۱۲۶]
- جمعیت انقلابی زنان افغانستان
- زنانی که تحت قوانین مسلمانان زندگی می‌کنند